# 布尔塔斯人
布尔塔斯人，是可薩汗国时代游牧于里海以北民族（今天的奔萨、烏里揚諾夫、萨拉托夫一带）。是可萨臣下，但身分不明确。
一般相信他们是烏拉尔语系民族，是现在摩尔达维亚人、楚瓦什人、塔塔尔族祖先。最近也有人指屬于伊朗系的阿兰人。